# Rhizoecus neomexicanus
Rhizoecus neomexicanus är en insektsart som beskrevs av Mckenzie 1962. Rhizoecus neomexicanus ingår i släktet Rhizoecus och familjen ullsköldlöss. Inga underarter finns listade i Catalogue of Life.